# Kepler-62
Kepler-62 eller KOI-701, är en ensam stjärna belägen i den norra delen av stjärnbilden Lyran. Den har en skenbar magnitud av ca 14,4 och kräver ett kraftfullt teleskop för att kunna observeras. Baserat på parallax enligt Gaia Data Release 3 på ca 3,32 mas, beräknas den befinna sig på ett avstånd på ca 982 ljusår (301 parsek) från solen. Den rör sig bort från solen med en heliocentrisk radialhastighet på ca 18 km/s.

## Egenskaper
Kepler-62 är en gul till vit stjärna i huvudserien av spektralklass K2 V. Den har en massa som är ca 0,76 solmassa, en radie som är ca 0,66 solradie och utsänder energi från dess fotosfär motsvarande ca 0,257 gånger solen vid en effektiv temperatur av ca 5 100 K.

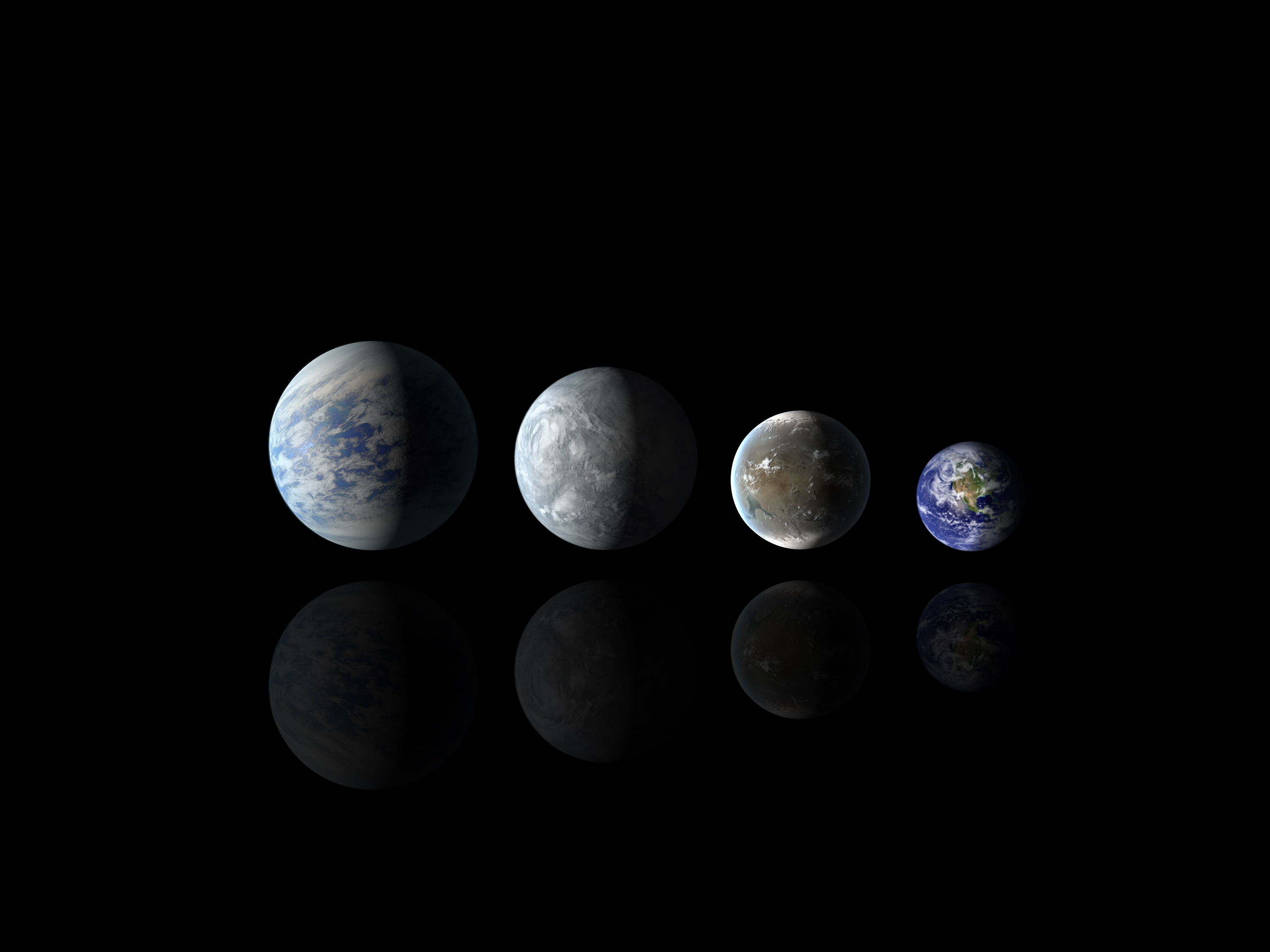
Jämförelse av storleken hos planeterna Kepler-69c, Kepler-62e, Kepler-62f och jorden.
Exoplaneterna är konstnärens uttryck.

## Planetsystem
Den 18 april 2013 tillkännagavs att stjärnan har fem exoplaneter, varav två, Kepler-62e och Kepler-62f, ligger inom stjärnans beboeliga zon. Den yttersta, Kepler-62f, är troligen en stenplanet. Planeterna har bestämts med hjälp av transitmetoden som Kepler-teamet använder för att upptäcka fall av minskad ljusstyrka hos stjärnor. Dessa sänkningar i ljusstyrka kan tolkas som effekten av planeter vars banor passerar framför dess stjärna sett ur jordens perspektiv, även om andra fenomen också kan bidra.
Beteckningarna b , c , d , e och f  härrör från upptäcktsordningen, men i fallet med Kepler-62 tillkännagavs alla kända planeter i systemet på en gång varför b appliceras på den närmaste planeten till stjärnan och f på den längst bort från stjärnan. Planeternas radie ligger mellan 0,54 och 1,95 jordradie. Av särskilt intresse är planeterna e och f , eftersom de var de bästa kandidaterna för att vara fasta planeter som ligger i den beboeliga zonen kring stjärnan vid upptäcktstillfället. Deras radier, 1,61 respektive 1,41 jordradier, placerar dem i ett radieområde där de kan vara solida jordplaneter. Deras positioner inom Kepler-62-systemet innebär att de faller inom Kepler-62:s beboeliga zon där avståndsintervallet för en given kemisk sammansättning (betydande mängder koldioxid för Kepler-62f och ett skyddande molntäcke för Kepler-62e) gör att dessa två planeter kan ha flytande vatten på sin yta, som kanske helt täcker dem. Planeternas massa kunde inte direkt bestämmas med  vare sig den radiella hastigheten eller transittidsmetoden vilket leder till svag övre avgränsning för planeternas massa. För e och  f uppgår den övre gränsen till 36 respektive 35 jordmassor, men den verkliga massan förväntas vara betydligt lägre. Baserat på sammansättningsmodeller uppskattade Planetary Habitability Laboratory massan för planeterna till 2,1, 0,1, 5,5, 3,6 respektive 2,6 jordmassor. Förekomsten av ytterligare en exoplanet (på ett avstånd av 0,22 AE, mellan Kepler-62e och Kepler-62f förutspåddes, men ingen sådan planet har upptäckts. För att stabilt hålla samman planetsystemet, som är mycket känsligt för störningar, kan inga ytterligare jätteplaneter befinna sig inom 30 AE från moderstjärnan.
| Planet | Massa  | Halv storaxel (AE) | Siderisk omloppstid (d) | Excentricitet | Inklination  | Radie            |
| ------ | ------ | ------------------ | ----------------------- | ------------- | ------------ | ---------------- |
| b      | <9 M🜨  | 0,0553 ± 0,0005    | 5,71493 ± 0,00001       | -             | 89,2 ± 0,4°  | 1,31 ± 0,04 R🜨   |
| c      | <4 M🜨  | 0,093 ± 0,001      | 12,4417 ± 0,00001       | -             | 89,7 ± 0,2°  | 0,54 ± 0,03 R🜨   |
| d      | <14 M🜨 | 0,120 ± 0,001      | 18,16406 ± 0,00002      | -             | 89,7 ± 0,3°  | 1,95 ± 0,07 R🜨   |
| e      | <36 M🜨 | 0,427± 0,004       | 122,3874 ± 0,0008       | -             | 89,98 ±0,02° | 1,670 ± 0,051 R🜨 |
| f      | <35 M🜨 | 0,718 ± 0,007      | 267,29 ± 0,005          | -             | 89,9 ± 0,03° | 1,461 ± 0,070 R🜨 |